# Wangan Midnight
Wangan Midnight (湾岸ミッドナイト, Wangan Middonaito) is een Japanse mangaserie van mangaka Michiharu Kusunoki.
De manga verscheen voor het eerst in 1990 in het blad Big Comic Spirits en werd van 1992 tot 2008 gepubliceerd in Weekly Young Magazine. Een tweede mangaserie verscheen van 2008 tot 2012, een derde serie van 2014 tot 2015, en een vierde serie begon in 2016.
De manga verscheen ook als animeserie, die op het kanaal Animax was te zien van 2007 tot 2008. Daarnaast is er een serie arcadespellen gepubliceerd door Namco van 2001 tot 2024. Deze spellen zijn tevens geporteerd naar de PlayStation van Sony.

## Verhaal
Het verhaal draait om het straatracen op de Shuto-autosnelweg (Wangan-lijn), een ruim zestig kilometer lange snelweg in Groot-Tokio.
Hoofdpersonage Akio Asakura achtervolgt een geheimzinnige zwarte Porsche 911 Turbo met de bijnaam "Blackbird", die hij niet bij kan houden.
Akio probeert dan een oude getunede Nissan Fairlady Z op te knappen, om zo de Blackbird bij te benen. Maar de Nissan heeft een lange geschiedenis met ongelukken, waardoor het de bijnaam "Devil Z" kreeg. Tijdens zijn straatrace-carrière ontmoet Akio andere racers, waaronder ook de oorspronkelijke ontwerper van de Devil Z.